# رالف نورمن
رالف وارن نورمن جونیور (زاده ۲۰ ژوئن ۱۹۵۳) یک توسعه دهنده املاک و مستغلات و سیاستمدار آمریکایی است که از سال ۲۰۱۷ به عنوان نماینده ایالات متحده برای حوزه انتخابیه پنجم کارولینای جنوبی  خدمت کرده است
نورمن یکی از اعضای حزب جمهوری‌خواه، به عنوان نماینده ایالت کارولینای جنوبی برای ناحیه ۴۸ از سال ۲۰۰۵ تا ۲۰۰۷ و از سال ۲۰۰۹ تا ۲۰۱۷ خدمت کرد.

## حواشی
او از اجرای حکومت نظامی برای جلوگیری از انتقال مسالمت آمیز قدرت به رئیس‌جمهور منتخب جو بایدن در ژانویه ۲۰۲۱ حمایت کرد.